# クローバー (shelaのシングル)
「クローバー」は、shelaの通算11作目のシングル。2003年6月25日にavex traxよりリリース。

## 解説
2002年4月10日にリリースした7thシングル「Rose」から本作まではシングルタイトルが花の名前となっていた。
2003年にリリースしたセカンドアルバム『Garden』に収録されている。

## 収録曲
1. I believe in love [4:43]
作詞・作曲・編曲：Miki Watanabe
TBS系愛の劇場『一攫千金夢家族2』主題歌
2. Smile [3:27]
作詞：MIZUE / 作曲：LORI FINE / 編曲：COLDFEET
3. I believe in love -instrumental- [4:44]
4. Smile -instrumental- [3:28]

## 参加ミュージシャン
I believe in love
- 渡辺未来：Programming&Guitar

Smile
- WATUSI（COLDFEET）：Programming
- 松田文：Guitar
- LORI FINE （COLDFEET）：Keyboards&Chorus